# August Lucas

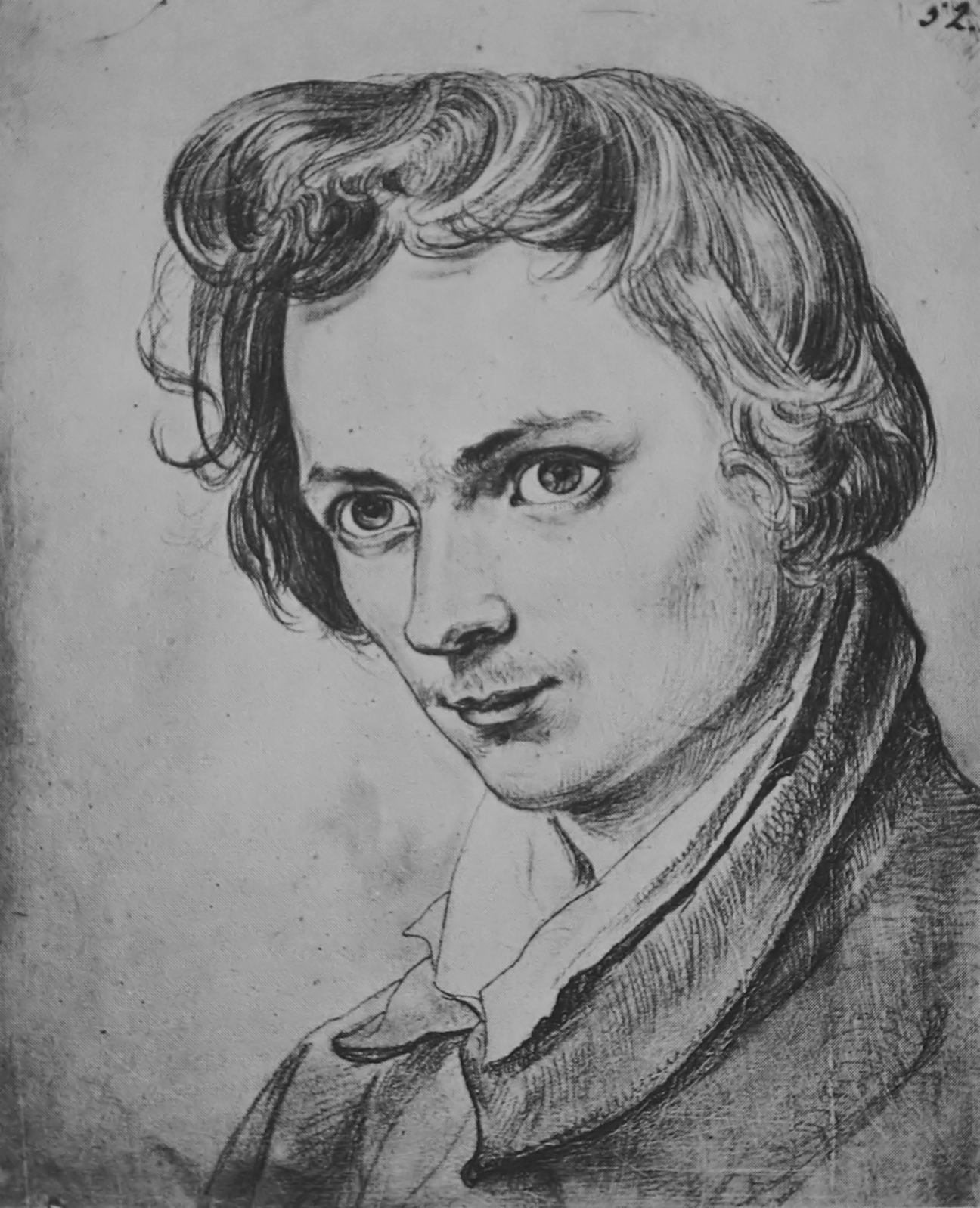
August Lucas, Selbstbildnis, um 1828

August Lucas (* 4. Mai 1803 in Darmstadt; † 28. September 1863 ebenda) war ein deutscher Grafiker und Landschaftsmaler der Romantik.

## Jugend und Ausbildung
Der Sohn eines Schneidermeisters besuchte das Darmstädter Gymnasium. Ersten künstlerischen Unterricht erhielt er in der Zeichenschule des Museums bei Franz Hubert Müller und ab 1825 in München an der dortigen Akademie. Im gleichen Jahr unternahm er zusammen mit Daniel Fohr eine Studienreise ins Berner Oberland. Danach kehrte er wieder nach Darmstadt zurück, um sich dort autodidaktisch weiterzubilden.

## Aufenthalt in Italien

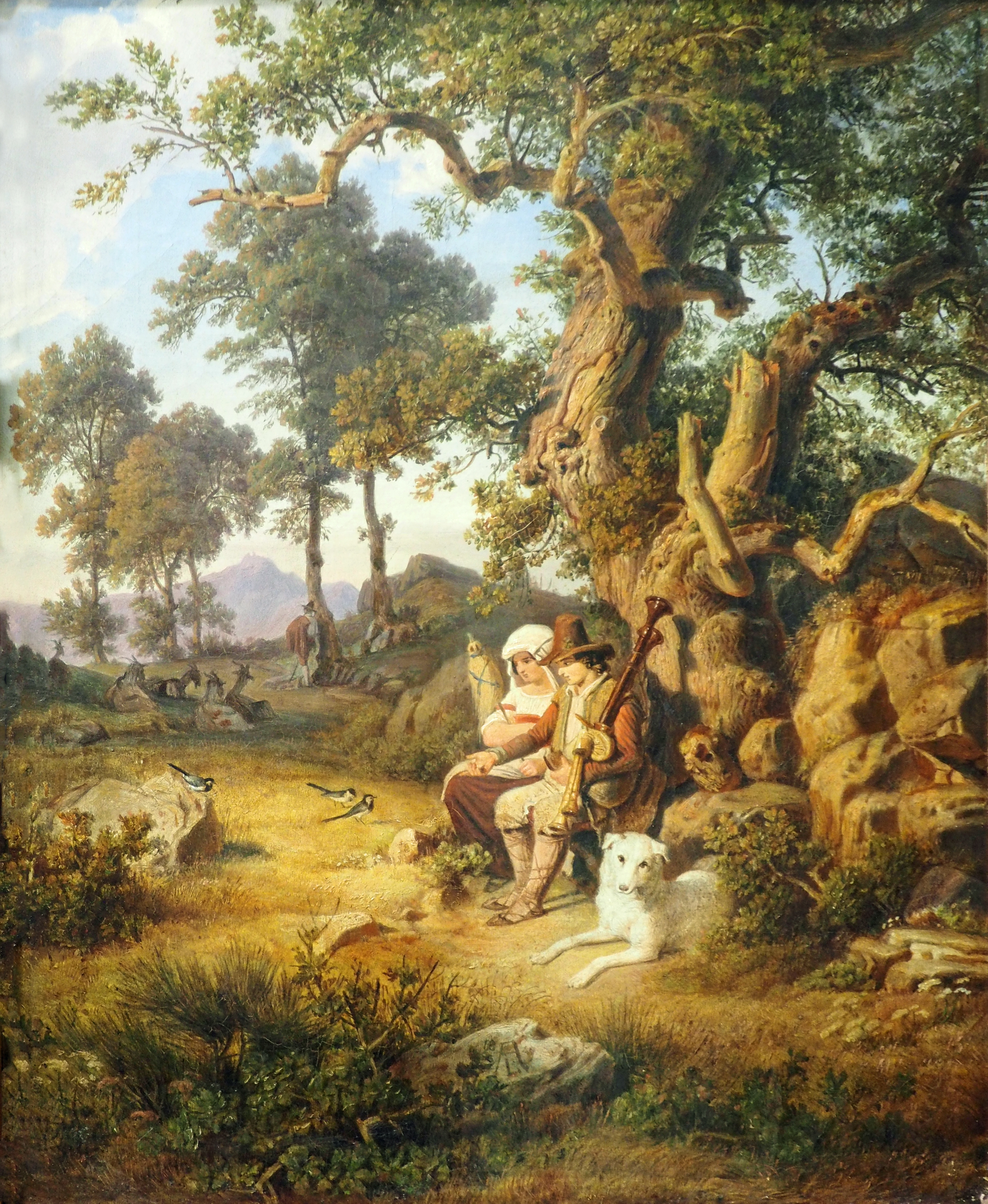
Landschaft aus der Serpentara bei Olevano, 1840

Mit einem Stipendium des Darmstädter Großherzogs reiste Lucas im Oktober 1829 über Mailand nach Rom. Er blieb bis 1834 in Italien. Von Rom aus machte er Reisen in die Albaner Berge und in die Sabiner Berge, wo er intensiv „nach der Natur“ zeichnete. 1830 war er mit Ludwig Preller in Olevano. Außerdem machte er die Bekanntschaft von Joseph Anton Koch, zu dem er engen Kontakt hielt. 1832 reiste Lucas nach Neapel, Sorrent und Capri. Gegen Ende seines Aufenthalts wurde er krank und kam in finanzielle Schwierigkeiten.

## Wirken in Darmstadt
Von 1834 bis 1850 war August Lucas wieder in Darmstadt und schuf mit Hilfe seiner aus Italien mitgebrachten Studien Gemälde südlicher Landschaften. Außerdem befasste er sich mit Darstellungen aus der Umgebung Darmstadts. 1841 erhielt er an zwei Darmstädter Schulen eine Anstellung als Zeichenlehrer. 1850 unternahm Lucas eine zweite Italienreise. Aus Rom zurückgekehrt, schuf er 1854 die Festsaaldekoration des von dem Architekten Georg Moller errichteten Hauses der Vereinigten Gesellschaft (im Zweiten Weltkrieg zerstört). 1861 gründete er die Darmstädter Künstlergesellschaft.
August Lucas wurde auf dem Alten Friedhof in Darmstadt bestattet (Grabstelle: I C 122). Das Grab ist ein Ehrengrab.

## Bekannte Schüler
Zu Lucas’ Schülerkreis in Darmstadt gehörten neben anderen:
- Franz Graf
- August Noack
- Karl Raupp
- Paul Weber

## Bildergalerie

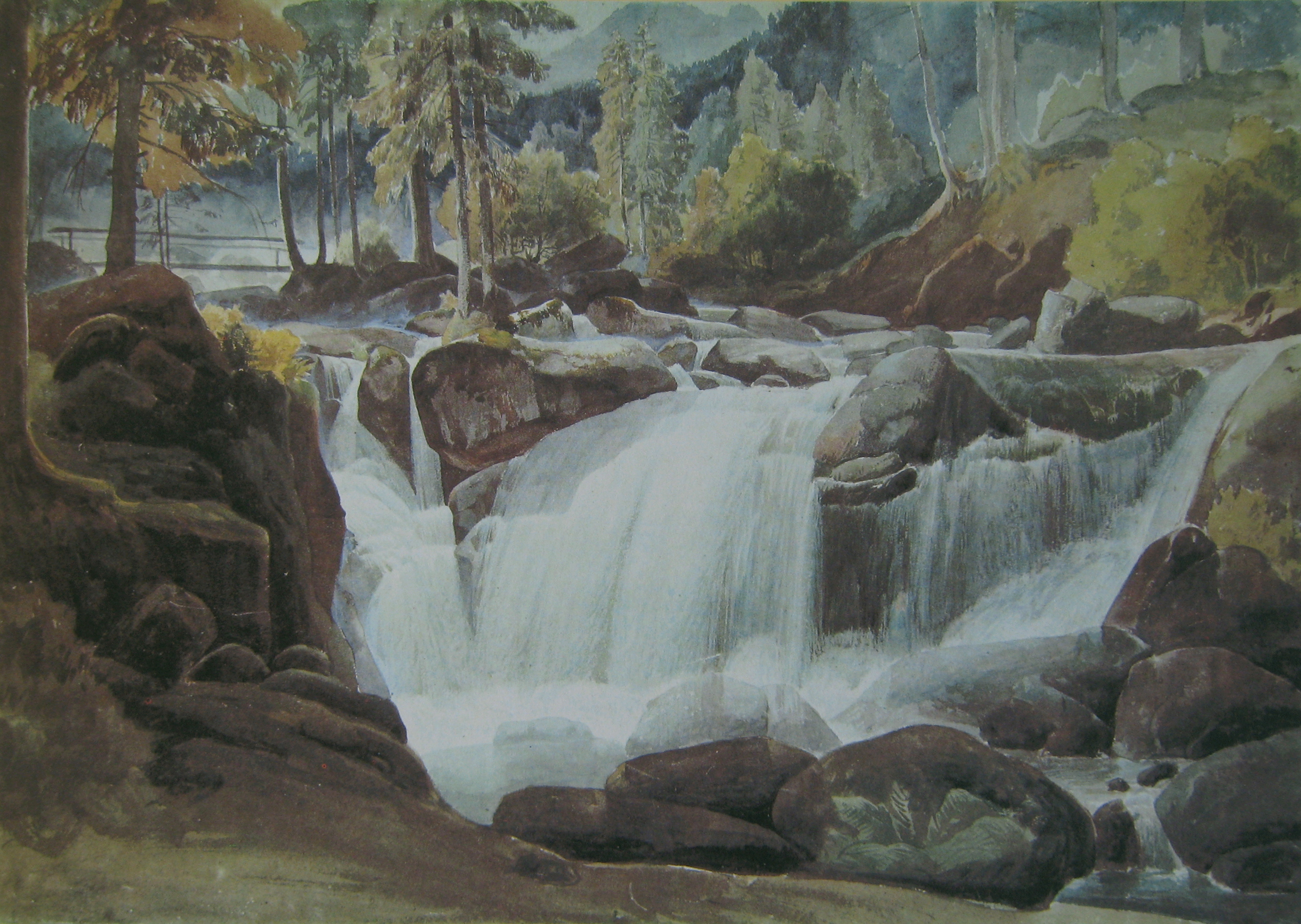
Gebirgslandschaft, 1825
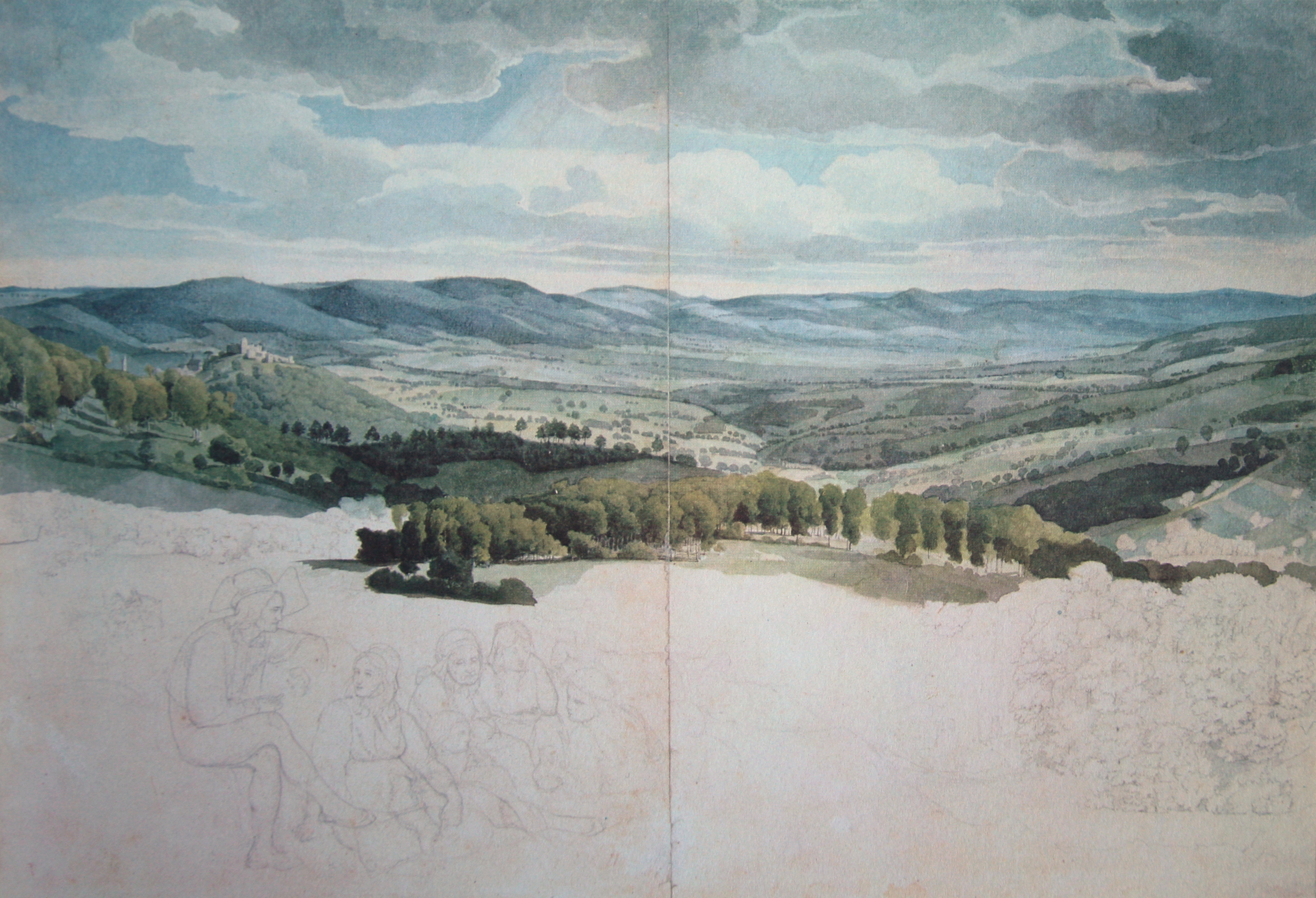
Lindenfelser Tal, 1829
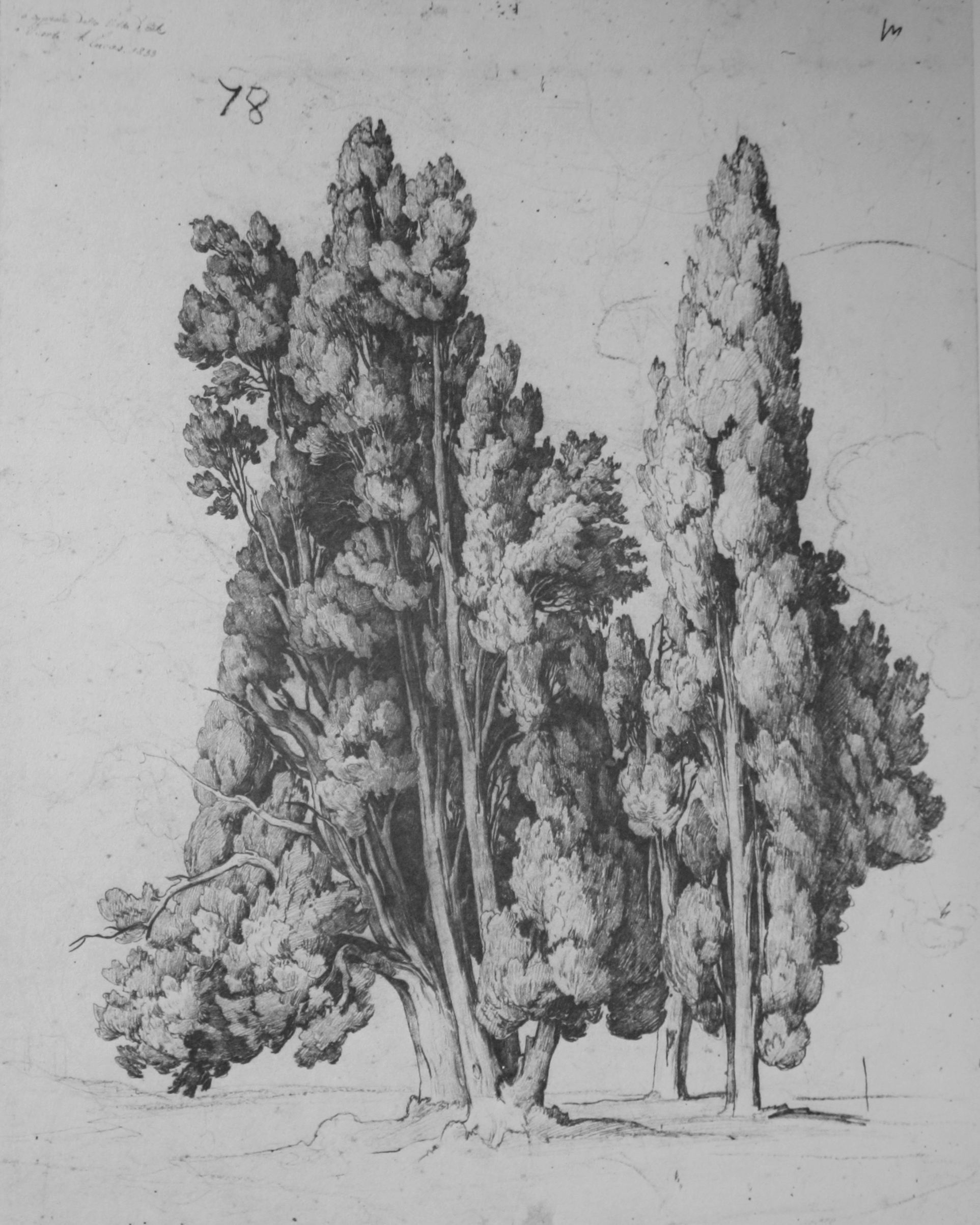
Die Zypressen aus der Villa d’Este in Tivoli, 1833

## Ausstellungen
- 2013: August Lucas – Wer Engel sucht, Museum Künstlerkolonie Darmstadt, Darmstadt[1]